# Brincones

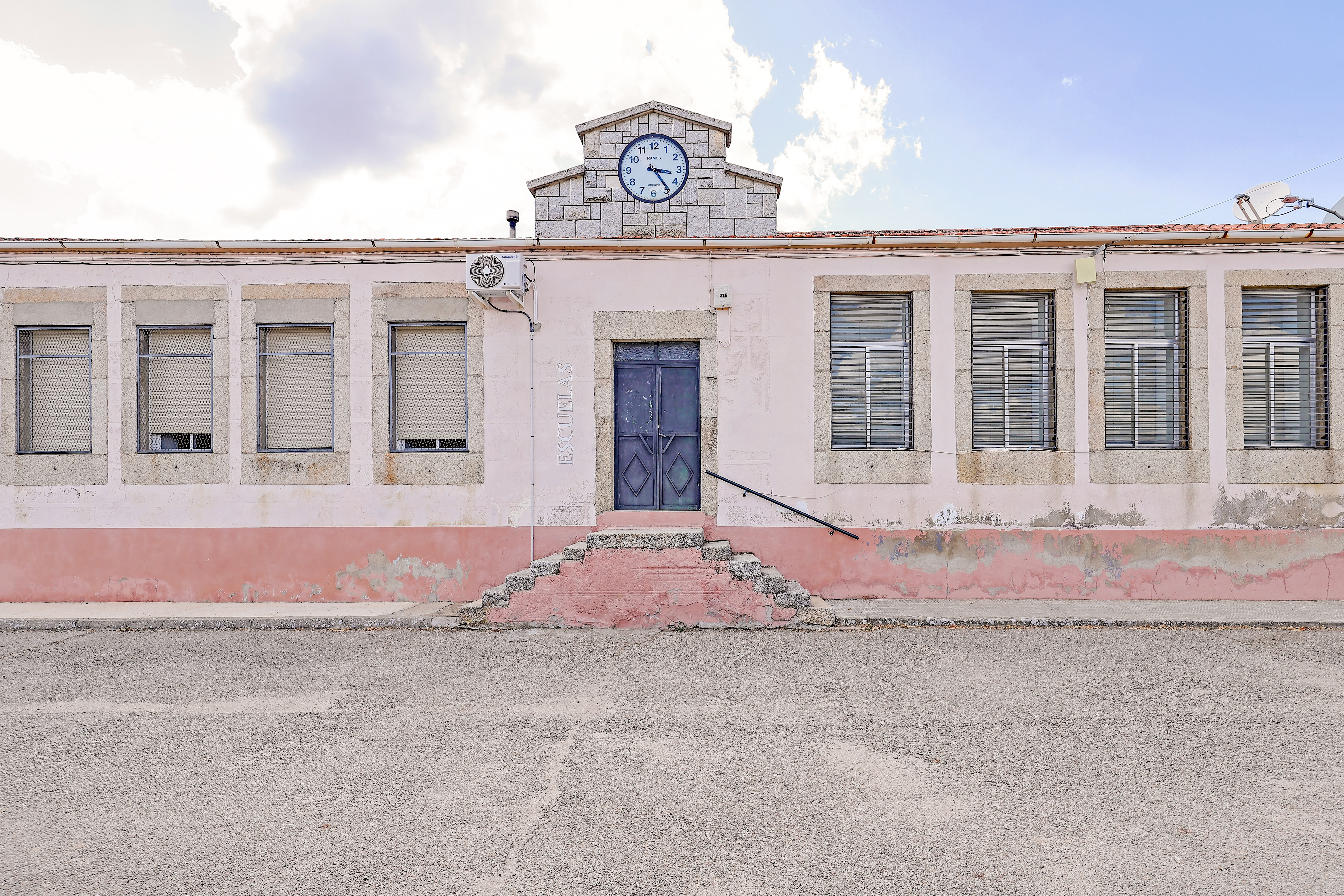
Antiguas escuelas

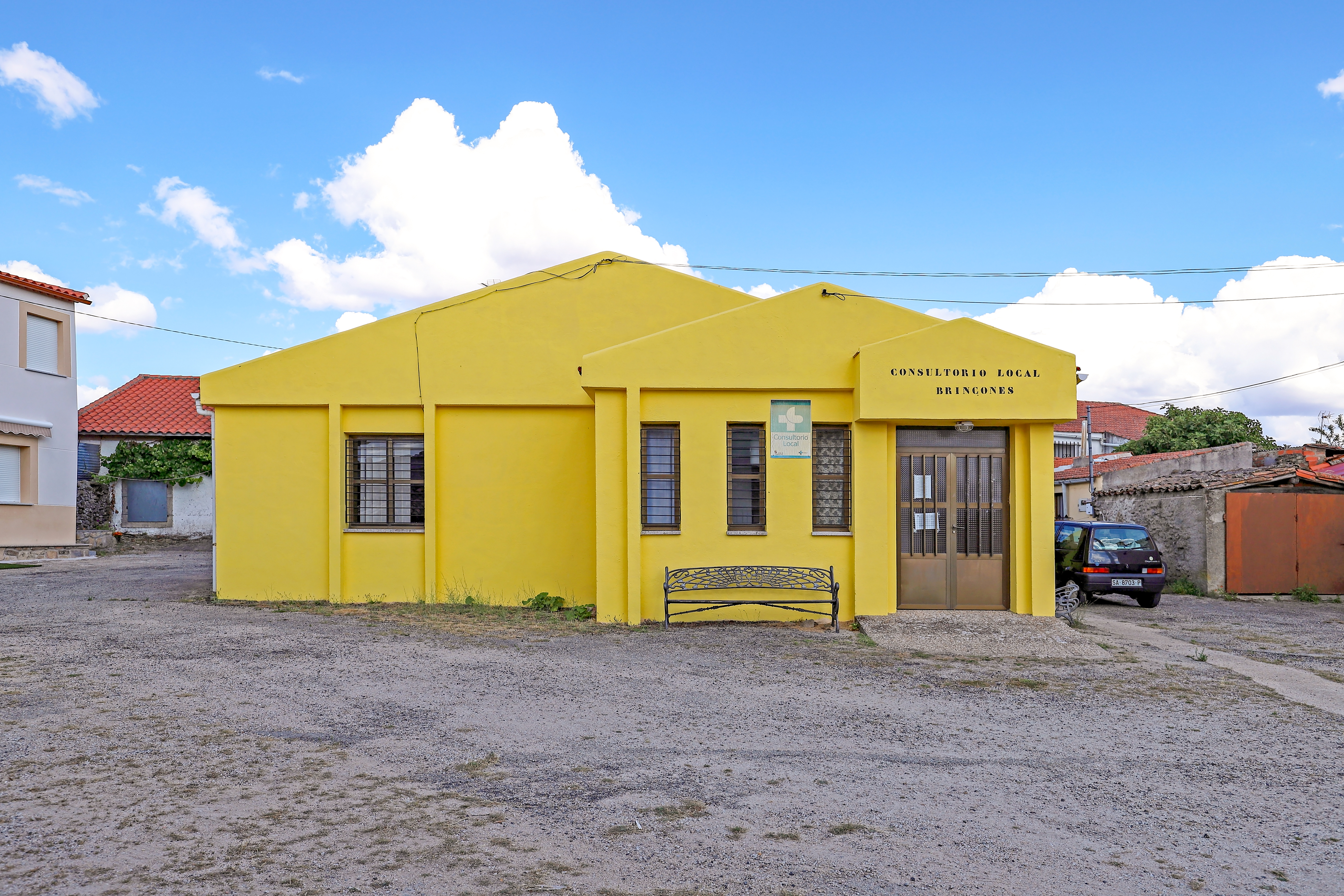
Consultorio local

Brincones es un municipio y localidad española de la provincia de Salamanca, en la comunidad autónoma de Castilla y León. Se integra dentro de la comarca de Vitigudino y la subcomarca de La Ramajería. Pertenece al partido judicial de Vitigudino.
Su término municipal está formado por un solo núcleo de población, ocupa una superficie total de 14,90 km² y según los datos demográficos recogidos en el padrón municipal elaborado por el INE en el año 2021, cuenta con una población de 53 habitantes.

## Historia
La fundación de Brincones se remonta a la Edad Media, obedeciendo a la repoblación efectuada por el rey de León Fernando II en el siglo XII, cuando quedó encuadrada dentro del Alfoz de Ledesma. En el pasado tuvo bastante importancia en el terreno eclesiástico al depender de su párroco catorce vicarías, por lo que era conocido como "el obispillo de Brincones". Con la creación de las actuales provincias en 1833, Brincones quedó integrado en la provincia de Salamanca, dentro de la Región Leonesa.

## Demografía
Brincones cuenta con una población de 59 habitantes (INE 2024).
| Gráfica de evolución demográfica de Brincones entre 1842 y 2021                                                     |
| |
| Población de derecho según los censos de población del INE Población de hecho según los censos de población del INE |

Según el Instituto Nacional de Estadística, Brincones tenía, a 1 de enero de 2021, una población total de 53 habitantes, de los cuales 28 eran hombres y 25 mujeres. Respecto al año 2000, el censo reflejaba 108 habitantes, de los cuales 55 eran hombres y 53 mujeres. Por lo tanto, la pérdida de población en el municipio para el periodo 2000-2021 ha sido de 55 habitantes, un 51% de descenso.

## Administración y política

### Gobierno municipal
| Partido político                         | 2023  | 2023  | 2023       | 2019  | 2019  | 2019       | 2015  | 2015  | 2015       | 2011  | 2011  | 2011       | 2007  | 2007  | 2007       | 2003  | 2003  | 2003       |
| Partido político                         | %     | Votos | Concejales | %     | Votos | Concejales | %     | Votos | Concejales | %     | Votos | Concejales | %     | Votos | Concejales | %     | Votos | Concejales |
| Partido Socialista Obrero Español (PSOE) | 80,00 | 36    | 2          | 74,47 | 35    | 2          | 62,50 | 30    | 2          | 5,41  | 2     | 0          | 28,77 | 21    | 0          | 18,07 | 15    | 0          |
| Partido Popular (PP)                     | 13,33 | 6     | 1          | 19,15 | 9     | 1          | 25,00 | 12    | 1          | 64,41 | 38    | 2          | 67,12 | 49    | 1          | 50,60 | 42    | 4          |
| Ciudadanos (CS)                          | —     | —     | —          | —     | —     | —          | 6,25  | 3     | 0          | —     | —     | —          | —     | —     | —          | —     | —     | —          |
| Coalición SI por Salamanca (SI)          | —     | —     | —          | —     | —     | —          | —     | —     | —          | 27,12 | 16    | 1          | —     | —     | —          | —     | —     | —          |
| Unión del Pueblo Salmantino (UPSa)       | —     | —     | —          | —     | —     | —          | —     | —     | —          | —     | —     | —          | 4,11  | 3     | 0          | 25,30 | 21    | 1          |

El alcalde de Brincones no recibe ningún tipo de prestación económica por su trabajo al frente del ayuntamiento (2017).

### Elecciones autonómicas
| Partido político                         | 2019  | 2019 | 2015  | 2015  | 2011  | 2011 | 2007  | 2007 | 2003  | 2003 | 1999  | 1999 | 1991  | 1991 | 1987  | 1987 | 1983  | 1983 |
| Partido político                         | Votos | %    | Votos | %     | Votos | %    | Votos | %    | Votos | %    | Votos | %    | Votos | %    | Votos | %    | Votos | %    |
| Partido Popular (PP)                     | —     | —    | 23    | 48,94 | —     | —    | —     | —    | —     | —    | —     | —    | —     | —    | —     | —    | —     | —    |
| Partido Socialista Obrero Español (PSOE) | —     | —    | 21    | 44,68 | —     | —    | —     | —    | —     | —    | —     | —    | —     | —    | —     | —    | —     | —    |
| Ciudadanos (Cs)                          | —     | —    | 2     | 5,26  | —     | —    | —     | —    | —     | —    | —     | —    | —     | —    | —     | —    | —     | —    |
| Vox                                      | —     | —    | 1     | 4,26  | —     | —    | —     | —    | —     | —    | —     | —    | —     | —    | —     | —    | —     | —    |

## Patrimonio
- Iglesia parroquial de Santiago Apóstol.